# Genetička distanca
Genetička distanca je mera genetičke divergencije između vrsta, populacija ili jedinki. Ona se izražava različitim parametrima. Genetička distanca se može koristiti za poređenje genetičke sličnosti između različitih vrsta, na primer ljudi i šimpanzi.
U najjednostavnijem obliku, genetička distanca između dve populacije je razlika u frekvencijama date osobine. Na primer frekvencija Rh negativnih osoba je 50,4% među Baskijcima, 41,2% u Francuskoj i 41,1% u Engleskoj. Stoga je genetička distanca u pogledu Rh negativne karakteristike između Baskijaca i Francuza 9,2%, dok je genetička distanca između Francuza i Engleza 0,1% .
Genetička distanca nekoliko različitih osobina se može izraziti kao prosečna vrednost zasebnih genetičkih distanci.

## Spoljašnje veze
- Procena populacione strukture
- Genetsko rastojanje Архивирано на веб-сајту  (10. децембар 2006)